# Daniel Miller (Musikproduzent)
Daniel Miller, bürgerlich Daniel Otto Joachim Miller (geboren 14. Februar 1951 in London) ist ein britischer Musikproduzent und der Gründer des Independent-Labels Mute Records.

## Leben
Daniel Millers Eltern waren der Schauspieler Martin Miller und die Schauspielerin Hannah Norbert, die beide nach dem Anschluss Österreichs 1938 nach Großbritannien geflohen waren. Er wuchs im Künstlervorort Hampstead Garden auf und besuchte dort die King Alfred School. Bereits während seiner Schulzeit spielte er Gitarre und irritierte seine Bandkollegen mit der Beharrlichkeit, seinem Instrument neue Klänge entlocken zu wollen, indem er mit Sachen auf die Gitarre einschlug. Zwischen 1968 und 1971 studierte er an der Guildford School of Art in Surrey Film und Fernsehen. Zu dieser Zeit interessierte er sich für die elektronische Musik des Krautrock und speziell die deutschen Bands Can, Faust, Neu! und Kraftwerk. In den 1970er Jahren arbeitete er als Disc Jockey in der Schweiz. Er beobachtete zunächst aus der Ferne die Punkszene in Großbritannien und prophezeite, dass der Synthesizer die Gitarre als ultimatives Instrument des Punk ablösen würde, da man mit diesem Instrument ohne musikalische Kenntnisse Klänge erzeugen könne. 1977 kehrte er auf dem Höhepunkt des Punk nach London zurück und trat beim Fernsehsender ATV (Associated Television) eine Stelle als Schnittassistent an. Angetan von dem Do-it-yourself-Konzept einiger Punkbands beschloss Miller, selbstkomponierte elektronische Musik im Eigenverlag zu vermarkten. Er gründete das Independent-Label Mute Records und arbeitete im Laden von Rough Trade, die die Tonträger von Mute zunächst auch vertrieben.
Mit einem preiswerten Synthesizer vom Typ KORG 700S und einem Vierspur-Aufnahmegerät aufgenommen, veröffentlichte Miller am 1. Mai 1978 unter dem Namen The Normal die Single T.V.O.D. / Warm Leatherette (Katalognummer MUTE1). Auf der Rückseite des Schallplattencovers war seine Privatadresse abgedruckt. In dem Glauben, Mute Records sei ein auf Electropunk spezialisiertes Musiklabel sandten zahlreiche Künstler Demoaufnahmen an die Adresse. Zur gleichen Zeit veröffentlichte er mehrere Singles und ein Album unter dem Namen Silicon Teens. Die Silicon Teens stehen für Millers Bestreben, Coverversionen von Rock-’n’-Roll-Oldies mit Synthesizern zu instrumentieren. Bei den Aufnahmen lernte er mit Eric Radcliffe einen Tontechniker und Musikstudiobesitzer (Blackwing Studios) kennen.
Miller nahm nach der Sichtung des eingesandten Demomaterials zunächst Fad Gadget unter Vertrag und Mute veröffentlichte ab 1979 Singles und Alben von ihm (von 1986 bis 1992 unter dessen bürgerlichem Namen Frank Tovey). Wenig später kamen Boyd Rice (NON), DAF und die damals unbekannten Depeche Mode, die Miller im Vorprogramm eines Konzertes von Fad Gadget gehört hatte, hinzu. Seit dieser Zeit ist Miller als Musikproduzent für andere Bands tätig und produzierte alle Alben von Depeche Mode bis 1988.
Neben seiner Tätigkeit als Labelchef und Musikproduzent wirkte er in den Anfangsjahren von Mute auch weiterhin selbst als Musiker. Zusammen mit den Musikern Graham Lewis und Bruce Gilbert von Wire nahm Miller als Duet Emmo 1983 das Album Or so it Seems auf. Graham und Lewis nahmen als Dome während einer Bandpause von Wire mehrere Alben bei Mute auf. Duet Emmo ist ein Anagramm aus Mute und Dome.